# スターマーカー
「スターマーカー」は、KANA-BOONの楽曲で、メジャー14枚目のシングル。2020年3月4日にKi/oon Musicより発売された。

## 概要
- 前作『まっさら』より約9ヶ月ぶり、3人体制[注釈 2]になって初のリリース。
- 表題曲「スターマーカー」は、日本テレビ系テレビアニメ『僕のヒーローアカデミア』の第4期OPテーマである[2]。更に、フジファブリックのキーボーディストである金澤ダイスケがゲストミュージシャンとして参加している[1]。なお、全曲のベースを谷口が弾いている。
- CDは、期間生産限定盤、通常盤の2形態で発売。
- 期間生産限定盤の特典DVDには、「TVアニメ『僕のヒーローアカデミア』ノンクレジットオープニングムービー」を収録[1]。
- 自身初のベストアルバム『KANA-BOON THE BEST』と同日発売であるが、本作の楽曲は収録されていない。
- 2020年3月2日にMV(ミュージックビデオ)が解禁

## 収録曲

### CD
※M-4以降、期間生産限定盤のみ収録
1. スターマーカー - [3:33]
作詞・作曲：谷口鮪
編曲：KANA-BOON、金澤ダイスケ
  - 日本テレビ系テレビアニメ『僕のヒーローアカデミア』第4期OPテーマ
2. シャッターゲート
作詞・作曲：谷口鮪
編曲：KANA-BOON
3. ユーエスタス
作詞・作曲：谷口鮪
編曲：KANA-BOON
4. スターマーカー (Anime Size)
5. スターマーカー (Instrumental)
6. スターマーカー (Anime Size Instrumental)

### DVD (期間生産限定盤のみ)
1. 「TVアニメ『僕のヒーローアカデミア』ノンクレジットオープニングムービー」